# Altopiano del Chota Nagpur
Il Chota Nagpur è un altopiano dell'India, situato in massima parte nello stato federato del Jharkhand e, per piccole porzioni, negli stati di Chhattisgarh, Odisha e Bengala Occidentale.
Confina a nord e a est con la pianura del Gange e a sud con il bacino del Mahanadi.
La qualifica di altopiano si addice però solo ad alcune limitate zone intorno alle città di Ranchi e di Hazaribagh. Altrove, il rilievo è piuttosto frammentato, con numerosi gruppi collinari, gole e valli .
Il terreno è costituito da gneiss e scisti cristallini e possiede importanti giacimenti di carbone (a Manbhum e a Hazaribagh).